# Anthropologie fondamentale
L'anthropologie fondamentale (à ne pas confondre avec l'anthropologie de la mondialisation) désigne, au sein du champ des recherches en anthropologie, la partie qui porte sa réflexion sur le fondement des sociétés humaines (Godelier 2010), ou autrement dit, sur ce qui est unique et universel chez l'être humain par opposition aux autres espèces animales (Morin 1974).
De nombreux auteurs ont réfléchi sur cette question fondamentale tel que par exemple Claude Lévi-Strauss. Dans l'un de ses premiers ouvrages intitulé Les Structures élémentaires de la parenté (Lévi-Strauss 1968), il expose pour la première fois sa théorie de l'alliance, dans laquelle il considérait le mariage comme fondement des sociétés humaines grâce au système d'alliance mis en place entre les Hommes. Cette réflexion fut poursuivie par Maurice Godelier qui remit en question cette théorie dans son ouvrage intitulé Métamorphoses de la parenté (Godelier 2004). Plus récemment encore, Pierre-Joseph Laurent, Directeur du LAAP (Laboratoire d'anthropologie prospective) poursuivra la réflexion sur le thème de la parenté dans un ouvrage intitulé Beauté imaginaires, Anthropologie du corps et de la parenté dans lequel il nous fait part de son questionnement sur « la régulation sociale de la beauté [...] comme opérateur fondamental de la pensée humaine » (Laurent 2010, p. 23).

## Approche interdisciplinaire
L'anthropologie fondamentale peut aussi être une approche interdisciplinaire comme ce fut le cas lors d'un colloque sur l'unité de l'homme: invariant biologique et universaux culturels organisé par le CIEBAF (Centre international d'études bioanthropologiques et d'anthropologie fondamentale) devenu depuis Centre Royaumont pour une science de l'homme. Ce colloque fut présenté et commenté dans un ouvrage en trois tomes par Edgar Morin (Morin 1974). Dans ce colloque était représenté des disciplines aussi variées que l'anthropologie, la biophysique, la sociologie, la neurologie, l'éthologie, la médecine, la biologie moléculaire, la psychiatrie, la psychologie, l'histoire, l'hémotypologie, les mathématiques et la linguistique.

## Les singes parleurs, autre exemple de remise en question des fondement de l'humanité
Longtemps, l'homme a cru être le seul animal capable de communiquer par symboles. Mais des expériences faites par des éthologues américains (A. Garner B. Garner T. van Cantford 1989), ont prouvé qu'une communication entre l'homme et le chimpanzé était possible avec une précision sans précédent grâce au langage des signes. L'homme n'était donc plus le seul animal à avoir accès au langage symbolique. De cette découverte, Dominique Lestel, affirma que « l'homme rencontre ainsi une quatrième blessure narcissique » (Lestel 2004, p. 60).